# Uche Henry Agbo
Uche Henry Agbo (Kano, 4 december 1995) is een Nigeriaanse voetballer die bij voorkeur als centraal verdedigende middenvelder speelt.

## Carrière
Agbo begon met voetballen bij een Nigeriaanse lokale club "Bai Boys", in Nigeria speelde Agbo onder meer nog voor Taraba, JUTH FC en Enyimba.
Uche werd opgemerkt door Udinese waar hij in 2013, na een testperiode, een contract voor 4 jaar tekende. Uche kon zich nooit doorzetten in het eerste team en werd uitgeleend aan Granada, waar hij in eerste instantie uitkwam voor het tweede elftal.
In 2015 ondertekende Agbo een contract voor 5 jaar bij Watford, waarna hij meteen terug werd uitgeleend aan Granada, waarmee hij degradeerde naar Segunda Division.
In het seizoen 17/18 werd Agbo verkocht aan Belgische club Standard Luik. Agbo kreeg tijdens een wedstrijd tegen KV Kortrijk apengeluiden naar het hoofd geslingerd. Standard verhuurde hem achtereenvolgens aan Rayo Vallecano, SC Braga en Deportivo de La Coruña. Die laatste club nam hem in 2020 definitief over. In 2021 verkaste hij naar Slovan Bratislava. Anno 2024 komt Agbo uit voor Aqtöbe in Kazachstan.